# Xã Fairview, Quận Jefferson, Kansas
Xã Fairview (tiếng Anh: Fairview Township) là một xã thuộc quận Jefferson, tiểu bang Kansas, Hoa Kỳ. Năm 2010, dân số của xã này là 1.699 người.